# 筑前大分駅
筑前大分駅（ちくぜんだいぶえき）は、福岡県飯塚市大分（だいぶ）にある、九州旅客鉄道（JR九州）篠栗線（福北ゆたか線）の駅である。駅番号はJC10。
「大分」がつく駅で唯一、「おおいた」と読まない駅である。

## 歴史
大分炭鉱の専用線として敷設。国鉄篠栗線延伸部開業のために整備し、転用を行い同線の一部分として営業開始した。

### 年表
- 1968年（昭和43年）5月25日：国鉄篠栗線桂川 - 篠栗間開通時に開設[2]。
- 1974年（昭和49年）6月1日：駅員無配置駅となる[3]。
- 1987年（昭和62年）4月1日：国鉄分割民営化によりJR九州が継承[2]。
- 2009年（平成21年）3月1日：ICカードSUGOCAの供用を開始[4]。
- 2022年（令和4年）
  - 3月11日：この日をもって切符売り場が営業を終了[5]。
  - 3月12日：無人駅化[5]。

## 駅構造
相対式ホーム2面2線を有する地上駅。南側に駅本屋が置かれる。
無人駅で、自動券売機が設置されている。SUGOCAの利用が可能であるがカード販売は行わない。2018年にバリアフリーの一環としてスロープの設置が行われている。
駅付近の人口増加等により現駅舎北側に改札口を設置することが地元議会で議論されていたが、財政難等の理由により2019年11月現在、具体的な計画には至っていない。
なお現在は使用されていないが、幡生駅の接近メロディが使われていたことがある。

### のりば
| のりば | 路線         | 方向 | 行先             |
| ------ | ------------ | ---- | ---------------- |
| 1      | 福北ゆたか線 | 下り | 長者原・博多方面 |
| 2      | 福北ゆたか線 | 上り | 桂川・直方方面   |

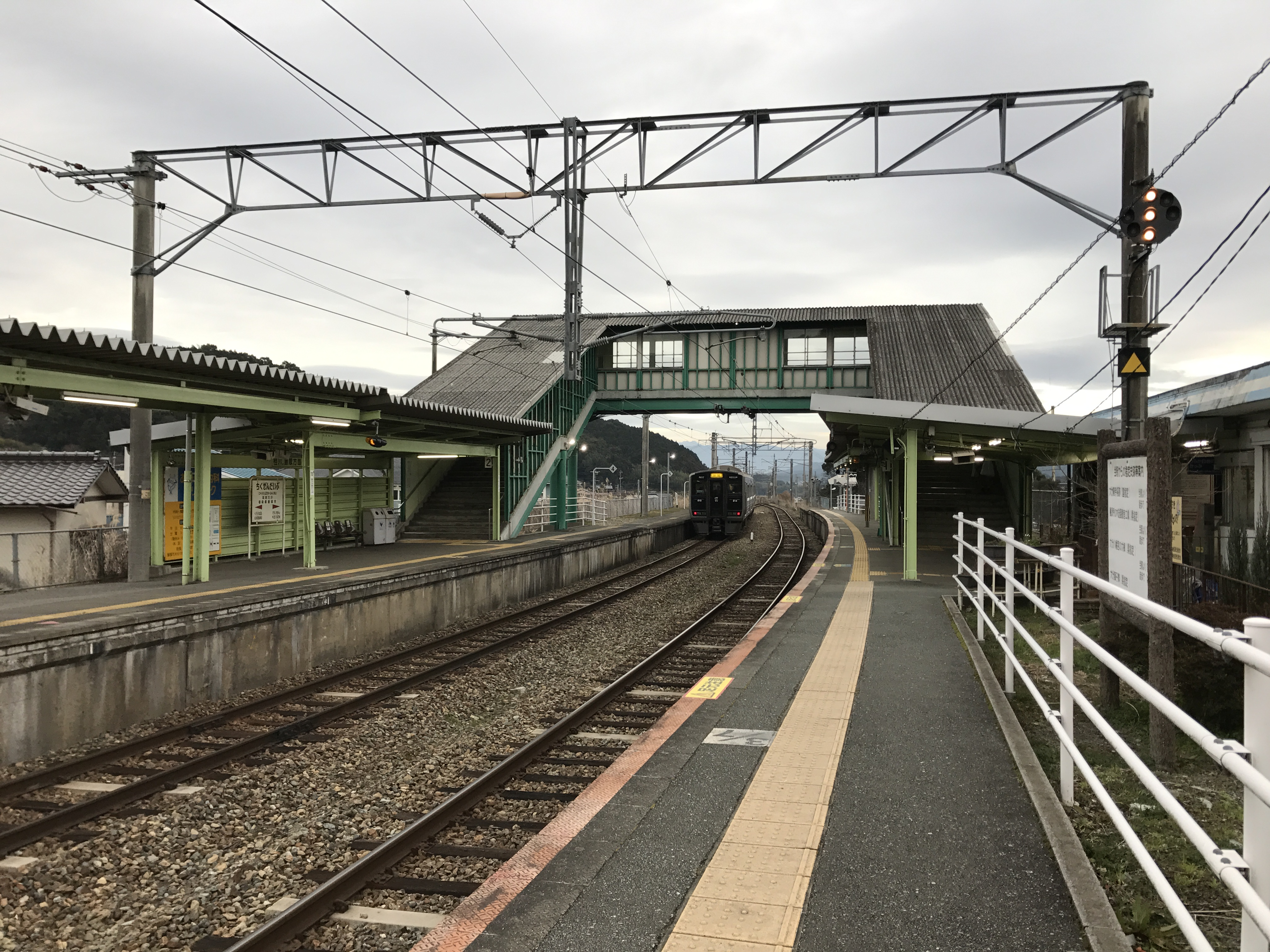
ホーム（2017年2月）
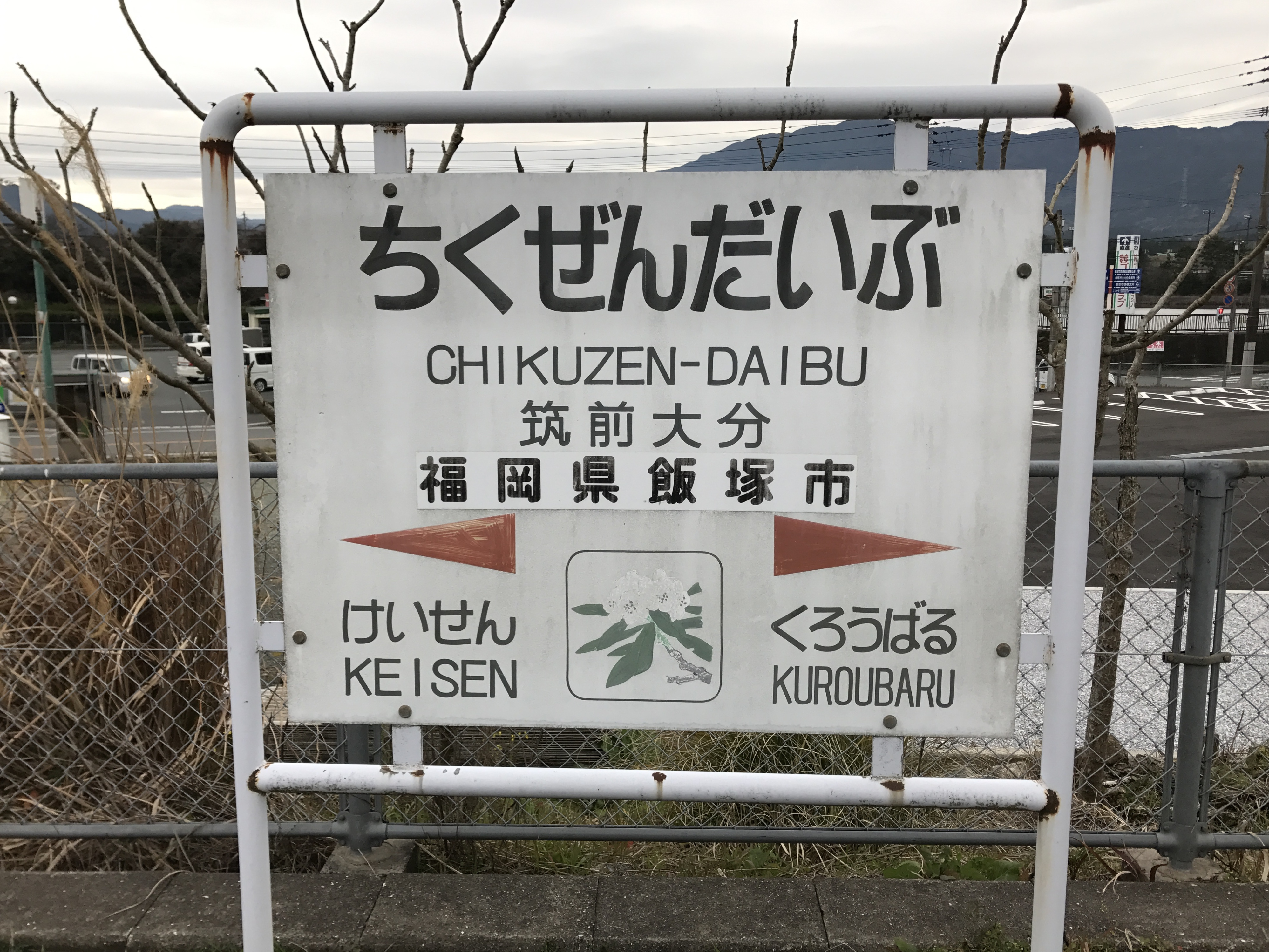
タイサンボクが描かれた駅名標（2017年2月）

## 利用状況
2023年（令和5年）度の1日平均乗車人員は590人である。
| 乗車人員推移 | 乗車人員推移 |
| 年度         | 1日平均人数  |
| ------------ | ------------ |
| 2007年       | 808          |
| 2008年       | 792          |
| 2009年       | 784          |
| 2010年       | 747          |
| 2011年       | 779          |
| 2012年       | 773          |
| 2013年       | 762          |
| 2014年       | 726          |
| 2015年       | 732          |
| 2016年       | 732          |
| 2017年       | 731          |
| 2018年       | 706          |
| 2019年       | 678          |
| 2020年       | 468          |
| 2021年       | 482          |
| 2022年       | 529          |
| 2023年       | 590          |

## 駅周辺
当駅は旧筑穂町の北の外れに位置し以前は非常に閑散としていたが現在では新興住宅地「うぐいす台住宅団地」の開発が進められている。駅前を福岡県道90号穂波嘉穂線が通り線路と立体交差する。駅前から東側に向かって福岡県道446号大分太郎丸線が線路に並行する。なお、当駅の斜め向かいにはAコープ大分店があったが、2022年8月21日に閉店したが、その後改装し、全日食チェーン アイアイだいぶが新たにオープン。駅周辺は近年福岡市への通勤圏でもあることから、宅地開発が進んでいる。
- スーパー アイアイだいぶ
- セブンイレブン飯塚大分店
- 飯塚市コミュニティバス 筑穂・飯塚線 大分駅バス停
- うぐいす塚溜池
- 鶯塚
- 飯塚市立大分小学校
- 大分廃寺塔跡
- 大分八幡宮 (福岡市にある筥崎宮の元宮) - 徒歩15分
- でぐち歯科
- 鶯塚集会所
- 高野山真言宗 大光寺

## 隣の駅
九州旅客鉄道（JR九州）
 福北ゆたか線（篠栗線）
■快速
桂川駅 (JC11) - 筑前大分駅 (JC10) - 城戸南蔵院前駅 (JC08)
■普通
桂川駅 (JC11) - 筑前大分駅 (JC10) - *九郎原駅 (JC09) - 城戸南蔵院前駅 (JC08)
*:一部列車は九郎原駅を通過する。